# Vespina slovaciella
Vespina slovaciella is een vlinder uit de familie witvlekmotten (Incurvariidae). De wetenschappelijke naam is voor het eerst geldig gepubliceerd in 1990 door Zagulajev & Tokar.
De soort komt voor in Europa.